# Школьное (Краснодарский край)
Шко́льное — село в Белореченском районе Краснодарского края.
Административный центр Школьненского сельского поселения.

## География
Село находится в степной зоне, на берегу реки Псенафа, на расстоянии 14 км к северу от города Белореченск, административного центра района.

## История
Село Воронцово-Дашковское на переселенческом участке Царедарский-1 основано в 1912 году. Решением Краснодарского крайисполкома от 6 июля 1967 года объединено с хуторами Школьный и Соломенный и переименовано в Школьное.

## Население
| 1925 | 1926 | 2002  | 2010  |
| ---- | ---- | ----- | ----- |
| 893  | ↗941 | ↗1559 | ↗1629 |

## Улицы
| - ул. Весёлая, - ул. Вишнёвая, - ул. Восточная, - ул. Дружная, - пер. Зелёный, - ул. Интернациональная, - ул. Красная, | - ул. Крестьянская, - ул. Кубанская, - ул. Луговая, - пер. Луговой, - ул. Мира, - ул. Молодёжная, - ул. Мостовая, | - ул. Набережная, - ул. Новая, - ул. Подковная, - ул. Приречная, - ул. Речная, - пер. Садовый, - ул. Свободная, | - пер. Свободный, - ул. Советская, - ул. Солнечная, - ул. Спортивная, - ул. Степная, - ул. Учительская, - ул. Шоссейная. |